# マルメ歌劇場

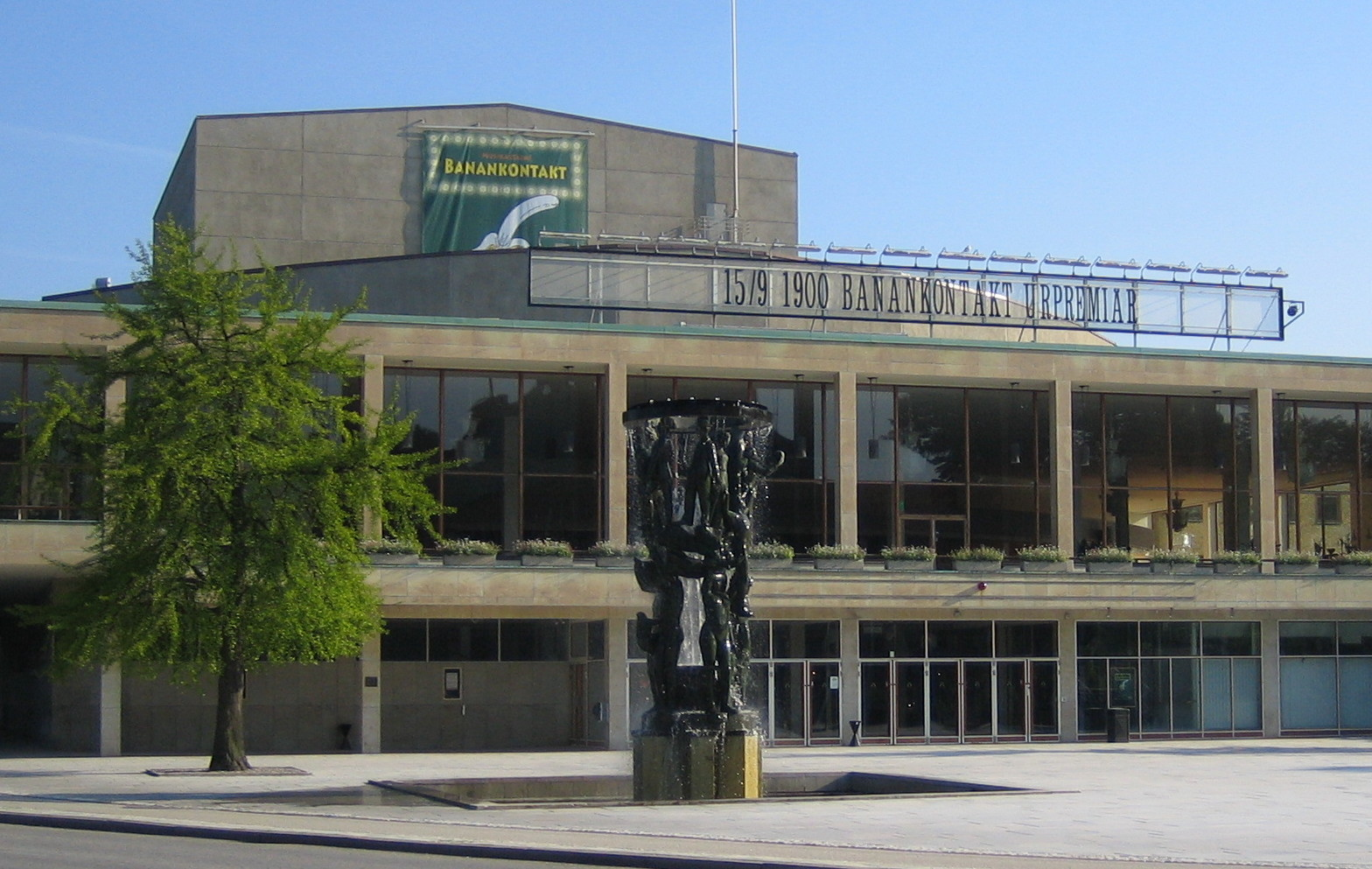

マルメ歌劇場（Malmö Opera and Music Theatre）はスウェーデン・マルメにある1933年から1944年にかけて設立された北欧最大級の歌劇場で、収容人数は1508席である。